# Burg Mengen (Bliesmengen-Bolchen)
Die Burg Mengen ist die Ruine einer Wasserburg an der Blies südlich im Gemeindebezirk Bliesmengen-Bolchen (Auf der Burg) der Gemeinde Mandelbachtal im Saarpfalz-Kreis im Saarland.
Die von den Herren von Mengen im 12. Jahrhundert gegründete Wasserburg wurde erstmals 1294 erwähnt, 1362 durch die Herren von Bitsch zerstört, einige Jahre später wieder aufgebaut und war im 17. Jahrhundert im Besitz der Familie von der Leyen.
Nach dem Zweiten Weltkrieg wurden die Wassergräben der bereits verfallenen Burg verschüttet. Heute zeigt die Burgstelle nur noch geringe Mauerreste.